# 商原君
商原君（しょうげんくん、朝鮮語: 상원군、1715年（康熙54年） - 1733年7月31日（雍正11年6月21日））は、李氏朝鮮の王族。本貫は全州李氏。幼名は「尚大」、初名は「晋錫」。諱は「糼」。密豊君第二子。
昭顕世子の玄孫に当たり、実父の密豊君は李麟佐の乱に於いて国王に推戴されたが不発に終わり賜死されている。17歳で卒去した。
卒後は延齢君からの家督相続は解消されて、改めて延齢君の家督相続は洛川君が受けている。

## 生涯
1715年に密豊君第二子として誕生した。1728年1月17日に延齢君の家督相続を受けて、名を「晋錫」から「糼」に改名して、商原君に封爵、承憲大夫の官位を受ける。この時は13歳であり、王室典範では王族は15歳未満では君号を封爵しないと有るが、英祖の特命によって挙行された。1728年李麟佐の乱に於いて密豊君が賜死された際には、臣下からは商原君も同罪に処刑すべきと進言したが、英祖の特命によって免罪となった。1733年7月31日卒去した。8月1日限りで朝市を停止して、処刑・屠殺などを禁止した。8月7日延齢君からの家督相続は解消された。
婚約については宋成明の娘が候補に上がったが、宋成明が密豊君は反逆者であるから受け入れないと固辞した。

## 略歴
| 元号    | 西暦   | 月日    | 内容                                                 |
| ------- | ------ | ------- | ---------------------------------------------------- |
| 雍正5年 | 1728年 | 1月17日 | 商原君に封爵、承憲大夫（正二品下階）の官位を受ける。 |

## 家門
| 父   | 父   | 父   | 父   | 密豊君坦       | 李麟佐の乱で国王に推戴。     |
| 母   | 母   | 母   | 母   | 郡夫人林川趙氏 | 本貫は林川趙氏。             |
| 義父 | 義父 | 義父 | 義父 | 延齢君昍       |                              |
| 義母 | 義母 | 義母 | 義母 | 商山郡夫人金氏 | 本貫は商山金氏。金東弼の娘。 |